# Superliga Española de Hockey Hielo 2010/2011
Sezóna 2010/2011 byla 37. sezonou Španělské ligy ledního hokeje. Vítězem ligy se stal tým CH Jaca.

## Konečná tabulka základní části
| Poř | Tým                | Z  | V  | VP | PP | P  | Skóre  | B  |
| --- | ------------------ | -- | -- | -- | -- | -- | ------ | -- |
| 1.  | CH Jaca            | 12 | 11 | 0  | 0  | 1  | 107:36 | 33 |
| 2.  | FC Barcelona       | 12 | 9  | 0  | 0  | 3  | 84:57  | 27 |
| 3.  | Club Gel Puigcerdà | 12 | 6  | 1  | 0  | 5  | 67:65  | 20 |
| 4.  | Majadahonda HC     | 12 | 2  | 0  | 1  | 9  | 63:95  | 7  |
| 5.  | CHH Txuri-Urdin    | 12 | 1  | 0  | 0  | 11 | 51:119 | 3  |

## Play off

### Semifinále
- CH Jaca - Majadahonda HC 2:0 (15:2, 11:1)
- FC Barcelona - Club Gel Puigcerdà 2:1 (4:2, 3:4, 3:2)

### Finále
- CH Jaca - FC Barcelona 2:0 (9:2, 5:0)